# Елени Антониаду
Елени Антониаду (на гръцки: Ελένη Αντωνιάδου) е гръцка общественичка и ученd, специалистка по тъканно инженерство.
В 2014 - 2015 година Антониаду влиза в полезрението на медиите като изключителен млад учен. През септември 2019 година академичните ѝ постижения са поставени под съмнения за преиначаване на факти. В резултат няколко гръцки и международни медии проверяват твърденията ѝ, които се оказват фалшиви или в някои случаи преувеличени.

## Биография

### Ранни години
Родена е в 1988 година в македонския град Солун, Гърция. По произход е от епирското село Оксия (Селци) и от ениджевардарското Липариново (Липаро). Учи компютърни науки и биомедицинска информатика в Уинерситета на Централна Гърция в Ламия, получава магистърска степен по нанотехнологии и регенеративна медицина от Университетски колеж Лондон., учи и в американския Университет на Илинойс в Ърбана-Шампейн

### Кариера
Медиите отразяват Антониаду като специалистка в областите на регенеративната медицина, биоинженерството на изкуствени органи и космическата медицина. Антониаду е съоснователка на компания, наречена „Трансплантс уитаут Донърс“ (Transplants without Donors, тоест Трансплантации без донори).
В 2014 година Антониаду е включена в класацията на Би Би Си „100 жени“, а в 2015 година е включена в класацията на „Форбс“ „30 изумителни жени под 30“.
В 2016 година председателства на втория редовен годишен конгрес на Европейския здравен парламент, организация, която се самоопределя като мултидисциплинарно движение за предлагане на решения на здравни въпроси на политиците от Европейския съюз.
Производителят на играчки „Мател“ пуска специално издание на куклата Барби с лицето на Антониаду като част от серията „Модели за подражание“, издадена по случай 60-годишнината на куклата. Този модел е първият случай, в койото кукла Барби изобразява жена от Гърция. Производството на модела е спряно, след като в 2019 година се появяват съмнения за погрешно представяне на фактите за научните постижения на Антониаду.
След като получава награда от министъра на образованието Ники Керамеос в 2019 година, учени изказват съмнения, че гръцките медии не са проверили академичните постижения на Антониаду, и че тя може би ги е представила грешно. Гръцкият тинктанк ДиаНЕОсис (διαΝΕΟσις) я изхвърля от съвещателния си борд.
Според уебсайта Ellinika Hoaxes твърдението, че тя е „първият учен, създал изкуствена трахея от стволови клатки, която е успешно трансплантирана на пациент“, е невярно, тъй като пациентът умира 18 месеца след операцията, докато хирургът, който я осъществява Паоло Макиарини, е силно критикуван за погрешни медицински практики и уволнен от Института Каролинска, в който работи. Името на Антониаду отсъства от научната публикация за създаването на трахеята и за операцията. Няколко месеца след смъртта на пациента Антониаду в няколко интервюта невярно твърди, че пациентът е оцелял. Публикацията в „Джърнъл ъф Байометрикъл Матириълс Рисърч“ изтегля публикацията.
Въпреки твърденията по медиите и в автобиографията ѝ, Антониаду не е работила директно за НАСА, нито е участвала в трениране на астронавти, както заявява в интервю, но е участвала в краткосрочен експеримент за космическо облекло. Твърдението, че получила наградата на НАСА-ЕСА за забележителен изследовател за 2012 година не е потвърдено. Според космическия специалист на университета на НАСА „Джон Хопкинс“ Стаматис Кримизис, НАСА и ЕСА имат единствено отделни награди. Също така тя не фигурира в списъка на НАСА за награди до 2012 година.
Публикация на Би Би Си сериозно критикува гръцките медии и ролята им, тъй като въпреки няколкото интервюта с Антониаду, те не са проверили дали представените от нея факти са верни. Самата Би Би Си в 2014 година я включва в „100 жени“ за 2014 година. Европейската народна партия я включва в свой пост в Туиътър като една от 11 най-важни гърци на 20 век.